# Alf Arvidsson
Alf Arvidsson, född 1954, är en svensk etnolog.
Arvidsson ägnade sig i unga år åt musik i grupperna Kontinuerlig drift, Mora Träsk, Mobben och Gudibrallan. Han blev 1991 filosofie doktor i etnologi vid Umeå universitet på avhandlingen Sågarnas sång: folkligt musicerande i sågverkssamhället Holmsund 1850–1980. Han är numera professor i etnologi och biträdande prefekt vid Institutionen för kultur- och medievetenskaper vid nämnda universitet och som sådan särskilt inriktad på folkloristik och musiketnologi.